# Androsace rigida
Androsace rigida är en viveväxtart som beskrevs av Heinrich von Handel-Mazzetti.
Androsace rigida ingår i släktet grusvivor och familjen viveväxter. Inga underarter finns listade i Catalogue of Life.

## Bilder

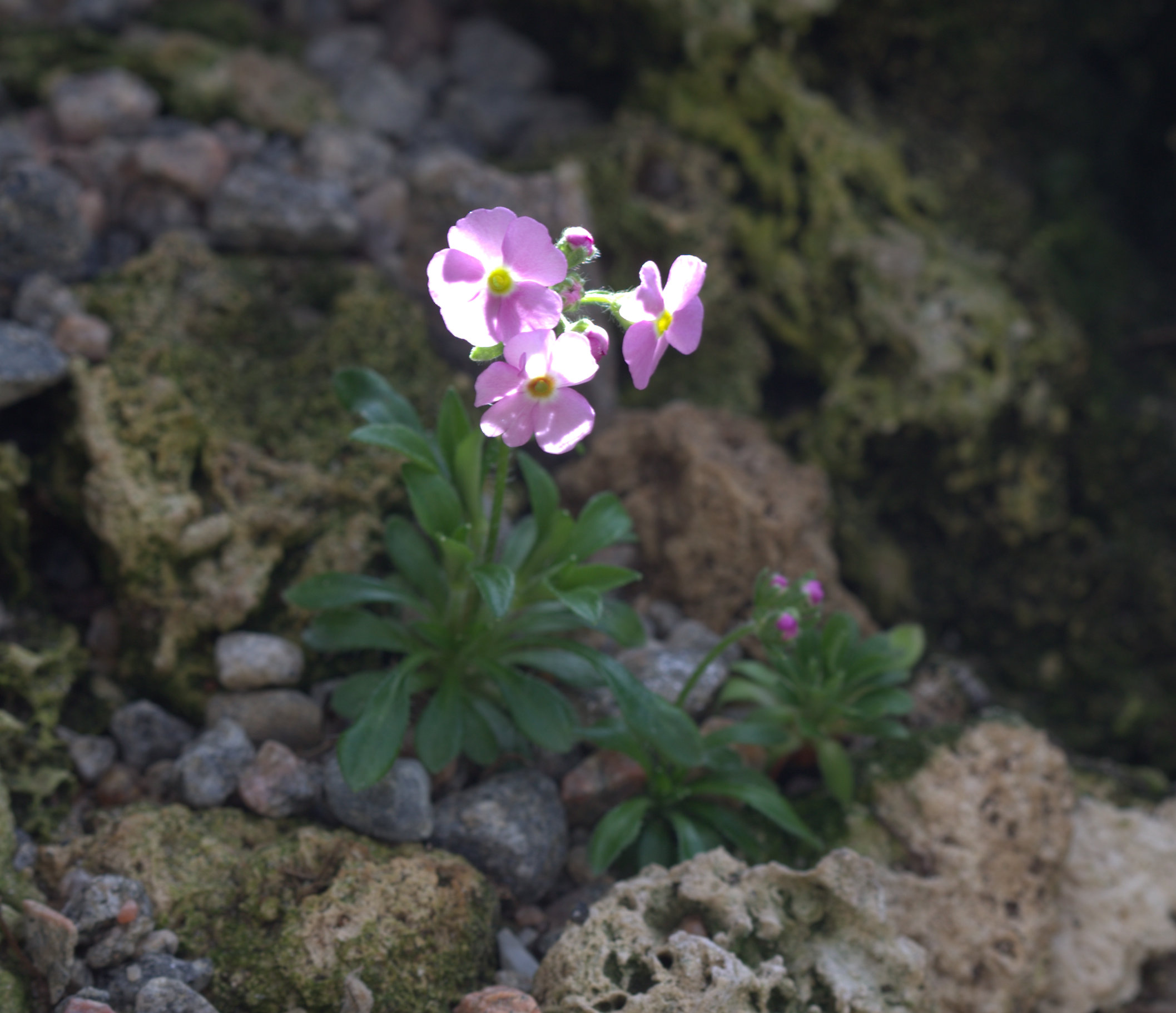